# Волинський загальнозоологічний заказник
Во́линський зака́зник — загальнозоологічний заказник місцевого значення в Україні. Розташований у Кременецького району Тернопільської області, на північ від села Забара, в межах лісового урочища «Антонівці-Свинодебри».
Площа 689 га. Створений відповідно до рішення виконкому Тернопільської обласної ради від 30 червня 1986 року, № 198. Перебуває у віданні Кременецького держлісгоспу ДЛГО «Тернопільліс» (Волинське лісництво, кв. 62, 63, 71-76, 86-88, 95). Рішенням Тернопільської обласної ради від 22 липня 1998 року, № 15, мисливські угіддя заказника надані у користування Шумському державному мисливському господарству як постійно діюча ділянка з охорони, збереження та відтворення мисливської фауни. 
Під охороною — численна мисливська фауна: кабан дикий, сарна звичайна, куниця лісова, лисиця звичайна, заєць сірий, а також борсук лісовий — вид, занесений до Червоної книги України. 
Входить до складу Національного природного парку «Кременецькі гори».